# Quellmoose
Quellmoose (Fontinalis) sind eine pleurokarpe, mehr oder weniger waagerecht wachsende Pflanzengattung flutender Laubmoose, die stets unter Wasser bis zu Tiefen von 20 m zu finden sind. Die Bezeichnung Fontinalis bedeutet übersetzt Quelle, weil solche Moose häufig in nährstoffärmeren Quellbereichen von Flüssen und in Seen vorkommen. Einige Vertreter werden heutzutage für Aquarien und Gartenteiche eingesetzt.

## Merkmale
Quellmoose können insgesamt eine Länge von einem Meter erreichen, ihr Stämmchen gabelt sich häufig und ist im unteren Teil nicht selten ohne Blätter. Diese sind in drei Reihen angeordnet und weisen keine Rippe auf. Die Blätter sind zudem etwas eiförmig bis lanzettlich geformt, konkav oder flach, ganzrandig oder nur an der Spitze mit kleinen Zähnchen versehen. Die Zellen der Blattfläche sind prosenchymatisch und in den Blattecken vergrößert. Die Seta der Kapseln ist sehr kurz, letztere sind fast vollständig in eine Hülle von Parichaetialblättern eingeschlossen. Die Kapsel besitzt einen doppelten gezähnten Ring (Peristom) und einen kegelförmigen Deckel.

## Arten (Auswahl)
Weltweit sind derzeit 35 Arten bekannt, in Deutschland kommen davon vier Arten vor:
- Quellmoos (Fontinalis antipyretica)
- Fontinalis howellii
- Fontinalis hypnoides: verbreitet auf der nördlichen Erdhalbkugel, in Deutschland selten[1]
- Fontinalis squamosa